# Acronema johrianum
Acronema johrianum là một loài thực vật có hoa trong họ Hoa tán. Loài này được Babu mô tả khoa học đầu tiên năm 1973.